# Sidney Preston Osborn
Sidney Preston Osborn (Phoenix, 17 maggio 1884 – Phoenix, 25 maggio 1948) è stato un politico statunitense.
È stato il governatore dell'Arizona dal gennaio 1941 al maggio 1948. Rappresentante del Partito Democratico, è stato inoltre Segretario di Stato dell'Arizona dal febbraio 1912 al gennaio 1919.